# Premio Hexágono de Oro

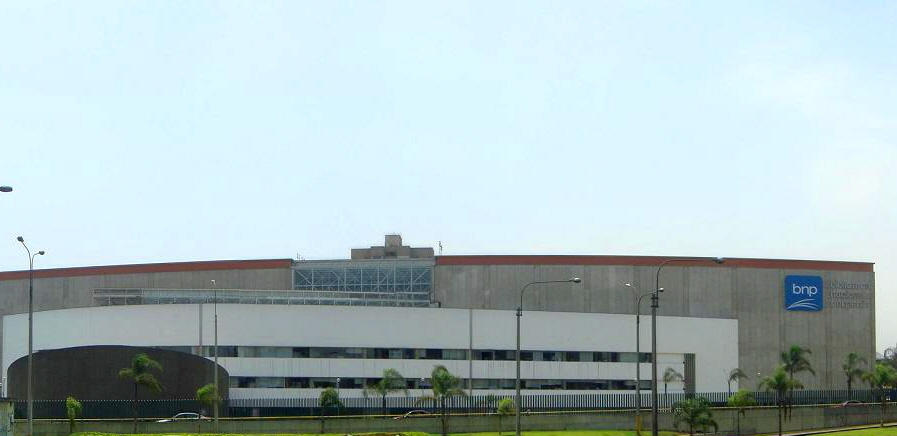
Hexágono 2006: Biblioteca Nacional del Perú. Arqs. Franco Vella, Guillermo Claux y Walter Morales

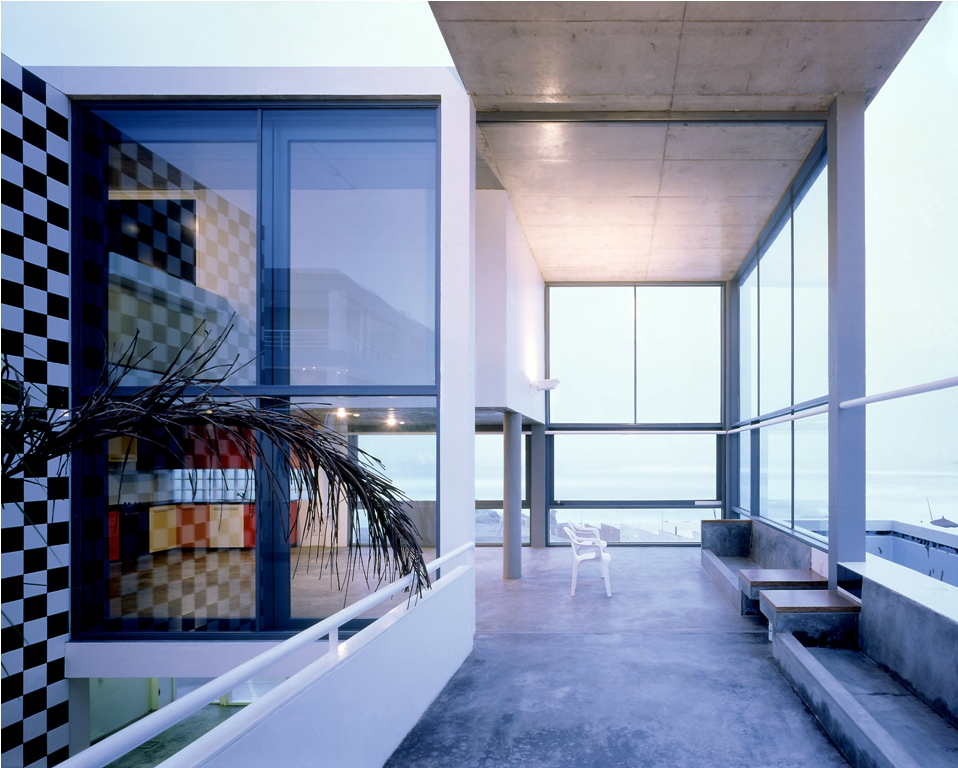
Hexágono 2004: Casa Santillana. Enrique Ciriani

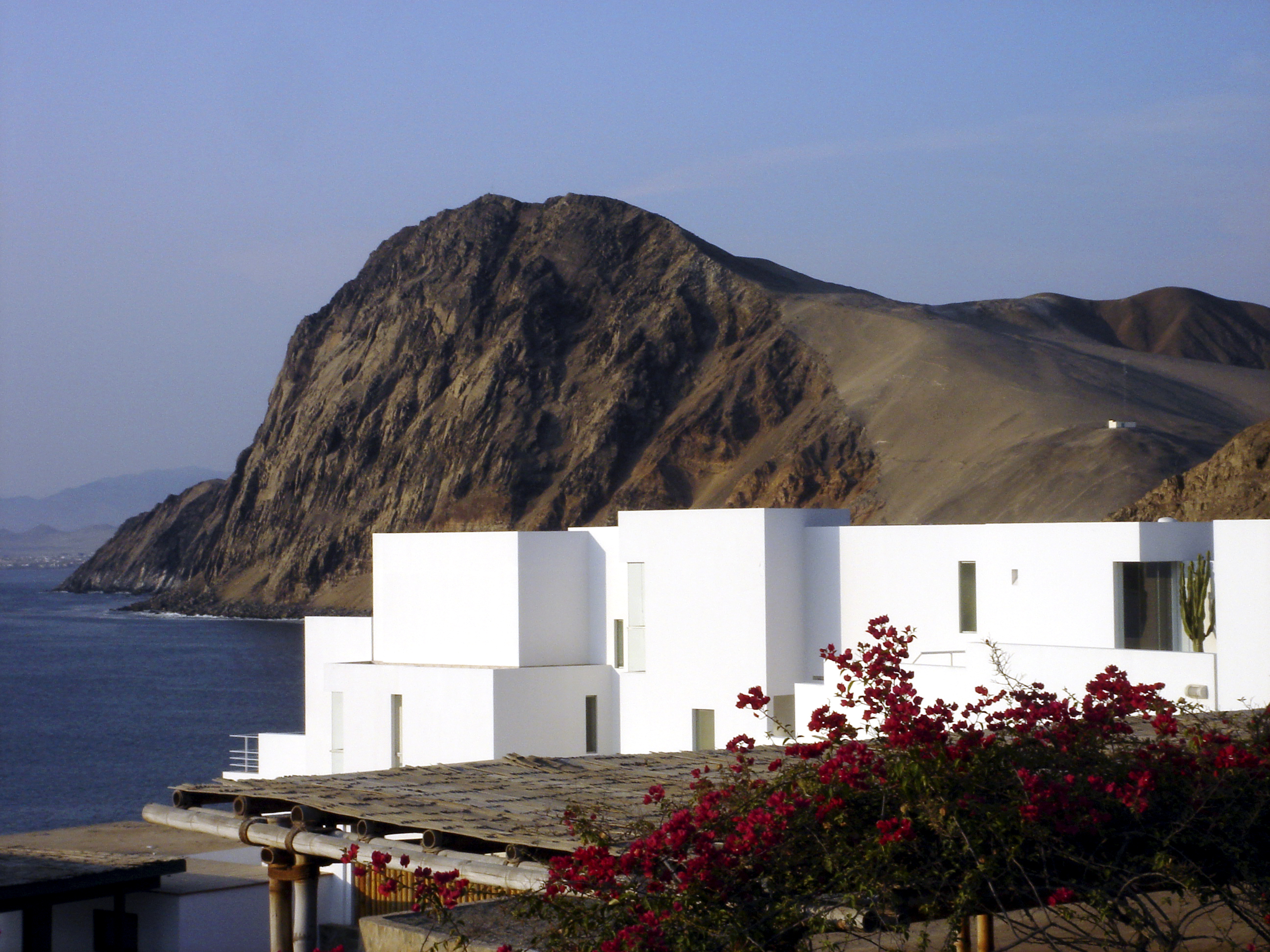
Hexágono 2000: Multifamiliar en Playa La Honda, Alfredo Benavides y Cynthia Watmough

El Premio Arquitecto Fernando Belaúnde Terry, conocido como Hexágono de Oro, es el máximo galardón a nivel nacional otorgado por el Colegio de Arquitectos del Perú. Este premio se otorga en cada Bienal de Arquitectura Peruana que se realiza en Perú cada dos años. El Premio tienen mucha importancia tanto a nivel nacional como a nivel internacional y destaca tanto el trabajo de un arquitecto como el valor de su obra arquitectónica. Consta de un trofeo, una reconocimiento económico y un diploma.

## Categorías
Las categorías han ido variando en las sucesivas ediciones. Para la convocatoria 2016 de define al Hexágono de oro entre los trabajos presentados en la Categoría de Arquitectura. Se otorgan tres Hexágonos de Plata o Premio Nacional Arq. Enrique Seoane Ross, y tres Héxagonos de Broce o Premio Nacional Arq. Emilio Harth Terre, uno por cada una de las tres siguientes categorías: Arquitectura, Urbanismo y Rehabilitación y Patrimonio. El Hexágono de Acero o Premio Nacional Arq. Miguel Rodrigo Mazuré corresponde a la Categoría de Arte. El Hexágono de Cobre o Premio Nacional Arq. Héctor Velarde Bergmann corresponde a la Categoría de Investigación y Publicaciones. Además se reconocerán un máximo de dos diplomas de menciones honrosas por cada una de las cinco categorías. Los premios Hexágono de Oro y Plata no pueden declararse desiertos.

## Lista de obras premiadas con el Hexágono de Oro:[3]
| Año  | Bienal | Obra                                                                              | Ubicación                              | Proyectistas |
| ---- | ------ | --------------------------------------------------------------------------------- | -------------------------------------- | --- |
| 1970 | I      | Residencia Velarde                                                                | Lima                                   | Emilio Soyer |
| 1972 | II     | Villa Fuerza Aérea del Perú en Iquitos                                            | Iquitos                                | Víctor Ramírez García |
| 1978 | III    | Banco Central de Reserva                                                          | Lima                                   | Luis Tapia |
| 1980 | IV     | Capilla San José                                                                  | Lima                                   | José García Bryce |
| 1983 | V      | Nueva sede del Banco Agrario                                                      | Cusco                                  | Frederick Cooper, Antonio Graña y Eugenio Nicollini |
| 1986 | VI     | Centro Comercial "Molicentro"                                                     | Lima                                   | Guillermo Málaga |
| 1988 | VII    | Nueva sede del Banco de Crédito del Perú                                          | Lima                                   | Arquitectonica: Bernardo Fort-Brescia y Laurinda Hope Spear |
| 1992 | VIII   | Ampliación de la Iglesia de las Nazarenas                                         | Lima                                   | Oscar Borasino y José Antonio Vallarino |
| 2000 | IX     | Casa Santillana                                                                   | Playa Escondida                        | Enrique Ciriani |
| 2000 | IX     | Multifamiliar de Playa La Honda                                                   | Playa La Honda                         | Cynthia Watmough y Alfredo Benavides |
| 2002 | X      | Hospedaje rural "Los Horcones" de Túcume                                          | Lambayeque                             | Rossana Correa y Jorge Burga |
| 2004 | XI     | Nueva sede de la Organización Internacional del Trabajo                           | Lima                                   | Oscar Borasino y Ruth Alvarado |
| 2006 | XII    | Biblioteca Nacional del Perú                                                      | Lima                                   | Franco Vella, Guillermo Claux y Walter Morales |
| 2008 | XIII   | Sede Ferreyros                                                                    | Lima                                   | José Antonio Vallarino |
| 2010 | XIV    | Casa Pachacámac                                                                   | Lima                                   | Luis Longhi |
| 2012 | XV     | Restauración y Puesta en Valor del Área Monumental de Coporaque, Valle del Colca. | Arequipa                               | José Alfredo Carrión |
| 2014 | XVI    | Lugar de la Memoria, la Tolerancia y la Inclusión Social (LUM)                    | Lima                                   | Sandra Barclay y Jean Pierre Crousse |
| 2016 | XVII   | Ministerio de Educación Sistema Prefabricado Modular Plan Selva                   | Regiones de la amazonía peruana        | Elizabeth Añaños Vega, Claudia Flores Timoteo, Sebastián Cillóniz Isola, José Luis Villanueva Castañeda, Miguel Arturo Chávez Cornejo, Gino Fernández Villegas, Alfonso Orbegoso Portocarrero, Víctor Álvaro Echevarría Marmolejo, María Militza Carrillo Barrera, Karel George Van Oordt Montalvo, Henry Daisuke Izumi Noda |
| 2018 | XVIII  | Aulario E de la Universidad de Piura                                              | Piura                                  | Sandra Barclay y Jean Pierre Crousse |
| 2020 |        | Postergado por la Pandemia de COVID-19                                            | Postergado por la Pandemia de COVID-19 | Postergado por la Pandemia de COVID-19 |
| 2022 | XIX    | Museo Nacional del Perú (MUNA)                                                    | Lima                                   | María Alexia León Angell y Lucho Antonio Marcial Kuehne |
| 2024 | XX     | Obra Habitada en Huayruro                                                         | Lima                                   | Cesar Omar Tarazona Huamán |